# 6697 Celentano
A 6697 Celentano (ideiglenes jelöléssel 1987 HM1) egy kisbolygó a Naprendszerben. Zdenka Vávrová fedezte fel 1987. április 24-én.